# XXVI Premis Turia
Els XXVI Premis Turia foren concedits el 8 de juliol de 2017 per la revista valenciana Cartelera Turia amb la intenció de guardonar les persones i col·lectius que haguessen destacat l'any anterior en qualsevol de les categories i seccions que cobria la revista: cinema (pel·lícula espanyola i estrangera, actor i actriu), teatre, arts plàstiques, literatura, gastronomia, mitjans de comunicació, esports, música i literatura. La llista de guanyadors era escollida per l'equip de redactors i col·laboradors de la revista. Compta amb la col·laboració de l'Institut Municipal de Cultura i Joventut de Burjassot, Caixa Popular, la Universitat de València i la conselleria de Turisme de la Generalitat Valenciana.
L'entrega es va dur a terme al Teatre Talia de València després de la representació de l'obra teatral Por los pelos, producció d'Olympia Metropolitana i Imprebís, amb direcció de Santiago Sánchez. Fou presentada per Arturo Blay i Maria Minaya, amb l'actuació de les monologuistes María Juan i Patricia Sornosa.
El premi consisteix en una estàtua que imitava la que sortia a la mítica pel·lícula El falcó maltès (1950) de John Huston.

## Guardons
Els guanyadors de l'edició foren: 
| Categoria                                 | Premiat                                        | Labor premiada             |
| ----------------------------------------- | ---------------------------------------------- | -------------------------- |
| Millor Pel·lícula Espanyola               | El hombre de las mil caras                     | Alberto Rodríguez Librero  |
| Millor Pel·lícula Estrangera              | Saul fia                                       | László Nemes               |
| Millor Opera Prima                        | María (y los demás)                            | Nely Reguera               |
| Premi Especial Turia                      | La reconquista                                 | Jonás Trueba               |
| Premi Especial Turia                      | La Madre                                       | Alberto Morais             |
| Millor Actriu                             | Núria Prims                                    | Incerta glòria             |
| Millor Actor Revelació                    | Raúl Jiménez                                   | Tarde para la ira          |
| Millor llargmetratge documental valencià  | L'estratègia del silenci                       | Vicent Peris               |
| Millor curtmetratge valencià              | Paradís de Jaume Quiles Vampiro d'Àlex Montoya |                            |
| Millor contribució mitjans de comunicació | José Martí Gómez Cristina Pardo                | Malas Compañías (La Sexta) |
| Millor contribució cultura del vi         | Joan C. Martín (enòleg)                        | -                          |
| Millor contribució teatral                | Rodolf Sirera                                  |                            |
| Millor contribució cívica                 | Antonio Ariño Villarroya Joan Romero González  | La secesión de los ricos   |
| Millor contribució arts plàstiques        | Monjalés                                       |                            |
| Millor programa de televisió              | Merlí                                          | (TV3)                      |
| Premi Especial Turia                      | IES Sorolla                                    | 50è Aniversari             |

## Premi per votació dels lectors
| Categoria                    | Pel·lícula        | Director     |
| ---------------------------- | ----------------- | ------------ |
| Millor pel·lícula espanyola  | Tarde para la ira | Raúl Arévalo |
| Millor pel·lícula estrangera | Jo, Daniel Blake  | Ken Loach    |